# Det Danske Filmstudie
Det Danske Filmstudie er et dansk filmstudie i Kongens Lyngby. Den er en af Danmarks ældste filmbyer. Siden 1936 har det danske filmstudie, tidligere ASA Film, lagt scener til nogle af største danske film succeser som; De Røde Heste, Zappa, Den eneste ene og En kort en lang og internationale storfilm som Breaking the Waves og Åndernes Hus.
Studiet er et moderne filmstudie, som byder på rammer for film-, tv- og reklameproduktion. Studiet har udlejning af scenerum til filmproducenter med scenografi, byg, lys og post-produktion.
Firmaet har til på Blomstervænget nummer 52 i Kongens Lyngby.
Det blev stiftet som aktieselskab i 2005 med en aktiekapital på 3 millioner kroner.
Mogens Glad fungerer som administrerende direktør. Han sidder også i bestyrelsen, hvor formanden er Poul Erik Lindeborg Johansen og Mogens Fries Lind er bestyrelsesmedlem.